# Ифит (царь Элиды)
Ифит — полулегендарный царь Элиды  (первая половина IX в. до н. э.). Современник Ликурга , спартанского законодателя. Сын Гемона или Праксонида, потомок Оксила, по оракулу из Дельф  установил (или возобновил) Олимпийские игры  по соглашению с Ликургом и Клеосфеном, царём Писатиды . Это событие в древности датировали 884 годом до н. э. 